# Volta Ciclística Internacional de Santa Catarina
Die Volta Ciclística Internacional de Santa Catarina ist ein brasilianisches Radrennen.
Das Rennen wurde 1987 zum ersten Mal ausgetragen und findet seitdem jährlich statt. Austragungsort ist der südbrasilianische Bundesstaat Santa Catarina. Von 2005 bis 2010 zählte das Etappenrennen zur UCI America Tour und war in die Kategorie 2.2 eingestuft. Rekordsieger ist der Brasilianer Márcio May, der das Rennen schon viermal für sich entscheiden konnten. Die Rundfahrt ist berühmt für die traditionelle Bergetappe nach Serra do Rio do Rastro, die mit einer durchschnittlichen Steigung von 10 % und einer Länge von 7 Kilometern einer der schwersten Anstiege Brasiliens ist.

## Sieger
| - 2013 Otávio Bulgarelli - 2011–2012 keine Austragung - 2010 Stiver Ortiz - 2009 Douglas Bueno* - 2008 keine Austragung - 2007 Alex Diniz - 2006 Pedro Nicácio - 2005 Márcio May | - 2004 Matías Médici - 2003 Antônio Nascimento - 2002 Márcio May - 2001 Cássio de Paiva - 2000 Cássio de Paiva - 1999 Daniel Rogelin - 1998 Márcio May - 1997 Márcio May - 1996 Daniel Rogelin | - 1995 Hernandes Quadri - 1994 José Aparecido - 1993 Gabriel Sabbião - 1992 Hernandes Quadri - 1991 Wanderley Magalhães Azevedo - 1990 César Daneliczen - 1989 César Daneliczen - 1988 Wanderley Magalhães - 1987 Cássio Freitas |

* Alex Diniz wurde während der Austragung 2009 positiv auf EPO getestet und der Sieg wurde ihm aberkannt, vgl. Comissấo Antidoping da CBC - Termo da decisấo. (PDF) Confederaçao Brasieira de Ciclismo, 23. Mai 2011, abgerufen am 21. Mai 2016 (portugiesisch).